# Axinaea glauca
Axinaea glauca är en tvåhjärtbladig växtart som beskrevs av E.Cotton och P.Lozano. Axinaea glauca ingår i släktet Axinaea och familjen Melastomataceae.
Artens utbredningsområde är Ecuador. Inga underarter finns listade i Catalogue of Life.